# 646 Kastalia
Kastalia (asteróide 646) é um asteróide da cintura principal, a 1,8303275 UA. Possui uma excentricidade de 0,2126616 e um período orbital de 1 294,63 dias (3,55 anos).
Kastalia tem uma velocidade orbital média de 19,53480493 km/s e uma inclinação de 6,91369º.
Esse asteróide foi descoberto em 11 de Setembro de 1907 por August Kopff.